# Яхнія
Яхнія — м'ясо-овочева чи овочева страва болгарської та ряду інших балканських кухонь, схожа на густий суп, подібний до смажених супів передньо- та центральноазійських кухонь.
Основний продукт — м'ясо (яловичина чи баранина), баклажани нарізають невеликими кубиками і обсмажуються на олії чи смальці з цибулею до стану напівготовності. Потім додають воду в кількості достатній аби покрити продукти, зазвичай її виходить приблизно стільки, як і цього продукту. Потім у яхнію додають інші овочі та прянощі і тушать на малому вогні доки не википить уся вода. Коли страва приготується іноді до неї доливають кисле молоко, сметану, йогурт чи навпаки загущують олію і частину бульйону борошном, а часом роблять і те й інше. Після таких добавок яхнію знову ставлять на короткий термін на вогонь.